# Zametnye
Zametnye är en kulle i Antarktis. Den ligger i Östantarktis. Australien gör anspråk på området. Toppen på Zametnye är 31 meter över havet.
Terrängen runt Zametnye är kuperad österut, men västerut är den platt. Havet är nära Zametnye åt nordväst. Trakten är obefolkad. Det finns inga samhällen i närheten. 